# Rafael Kazior
Rafael Kazior (ur. 7 marca 1983 w Gliwicach) – niemiecki piłkarz pochodzący z Polski, występujący na pozycji napastnika w Hamburgerze SV II. Posiada obywatelstwo polskie i niemieckie.
Swoją karierę zawodową rozpoczął w FC St Pauli, w 2003 roku przeniósł się do MSV Duisburg w którym rozegrał tylko cztery mecze i przeszedł do SV Wacker Burghausen, gdzie spędził dwa lata, a następnie przeszedł do Holstein Kiel zaś później do Rot-Weiss Essen. W styczniu 2009 został piłkarzem Hamburger SV II. Po zakończeniu sezonu w Hamburger SV II związał się ponownie z klubem Holstein Kiel w którym występuje do dzisiaj.